# Municipio de Verona (Minnesota)
El municipio de Verona (en inglés: Verona Township) es un municipio ubicado en el condado de Faribault en el estado estadounidense de Minnesota. En el año 2010 tenía una población de 364 habitantes y una densidad poblacional de 3,98 personas por km².

## Geografía
El municipio de Verona se encuentra ubicado en las coordenadas 43°42′41″N 94°11′50″O / 43.71139, -94.19722. Según la Oficina del Censo de los Estados Unidos, el municipio tiene una superficie total de 91.41 km², de la cual 90,36 km² corresponden a tierra firme y (1,14 %) 1,05 km² es agua.

## Demografía
Según el censo de 2010, había 364 personas residiendo en el municipio de Verona. La densidad de población era de 3,98 hab./km². De los 364 habitantes, el municipio de Verona estaba compuesto por el 98,9 % blancos, el 0,27 % eran amerindios y el 0,82 % eran de una mezcla de razas. Del total de la población el 0,55 % eran hispanos o latinos de cualquier raza.